# Opschot (helling)
Leidingwerk is onder opschot gemonteerd als het (net) niet waterpas is met de intentie ingesloten lucht in het systeem naar een bepaald punt te leiden. Tegenhanger van opschot in deze context is afschot.
Deze situaties doet zich onder meer voor bij centrale verwarmingssystemen, leidingwerk ligt onder opschot zodat de installatie op het hoogste punt kan worden ontlucht.